# Guy Sabran
Pour les articles homonymes, voir Sabran.
 (mars 2025).
Si vous disposez d'ouvrages ou d'articles de référence ou si vous connaissez des sites web de qualité traitant du thème abordé ici, merci de compléter l'article en donnant les références utiles à sa vérifiabilité et en les liant à la section « Notes et références ».
Guy Sabran, né Guy Marie Louis Sabran, à Saint-Rambert-l'Île-Barbe le 26 juillet 1902 et mort à Clamart le 5 février 1984, est un illustrateur de mode et de publicité, ainsi qu'un auteur et illustrateur de livres pour enfants. 

## Biographie
Issu d'une famille de sept enfants, il a pour frère Jean Sabran, aussi connu sous le pseudonyme de Paul Berna auteur également de livres pour enfants. Il étudie avec son frère chez les Marianistes en Suisse à la Villa Saint-Jean à Fribourg.
Son père Paul meurt au Front en 1914 au début de la Première Guerre mondiale.
Dans les années 20, il étudie l'art à l'Académie Charpentier à Paris et fait bientôt ses débuts d'illustrateur pour des magazines de mode (Adam, Vogue) et dans la publicité.
En 1931, Guy part pour les Etats-Unis où il passera un an, accueilli par des amis de sa famille.
De retour en France, Guy continue de se forger une réputation dans l'illustration de mode et commence aussi à se spécialiser dans l'illustration de voitures (magazines de L'Illustration, L’action automobile touristique). Il devient également très actif dans la création de publicités en tous genres (voitures, mais aussi alcools, parfums, restaurants, mode...). Excellent aquarelliste, il réalise les couvertures de nombreux magazines. Il illustre également pour la société Calberson son Encyclopédie de la Locomotion.
En 1939, il sert dans l'armée française, où il est, entre autres, assigné à décorer de fresques les mess militaires. Après la démobilisation, il vit en famille à Hyères (en zone libre) et c'est là qu'il rencontrera sa future épouse Manouche "Violette" Garabédian, une diplômée en pharmacie de l'université de Toulon et fille d'un grand propriétaire terrien en Egypte. En 1943, ils se marient et Violette se convertit du christianisme orthodoxe au catholicisme pour pouvoir épouser Guy. En 1944 naît leur fille unique, Dominique Renée Sabran. Après la guerre, ils vivent à Paris et ensuite à Issy-les-Moulineaux.
Quand la photographie commence à remplacer les illustrations plus systématiquement dans les magazines, Guy Sabran se diversifie et apparaît comme illustrateur de G.P. (Générale de Publicité) dès les grands albums de 1943-1946, et il sera l’illustrateur vedette de G.P. Rouge et Or jusqu’en 1959.
Il participera aux premiers volumes de la Bibliothèque Rouge et Or, à partir de 1947, aux albums de la Bibliothèque Rouge et Bleue dès 1949, et aux volumes de la Bibliothèque Rouge et Or Dauphine dès 1957. Il illustre de nombreux livres, dont ceux de son frère ou de sa belle-sœur Jany Saint-Marcoux, pour les éditions G. P.
Les deux frères produiront aussi ensemble la série des albums "Zoupette" (1949-1954), inspirés des aventures vraies de la fille de Guy Sabran, Dominique. Guy Sabran produit aussi des adaptations de classiques comme "Les Contes des mille et une nuits" (1952), mais surtout gagne une réputation de conteur original et plein de fantaisie, grâce aux albums pour enfants qu'il écrit et illustre, tel que "Les 119 coups des fils de Casseboufigue" (1944) ou "La Croisière du "Nébulor", fusée atomique" (1946).
Il publie aussi des bandes dessinées dans la revue Jocko, sous le pseudonyme de Guy de Quivières.

## Œuvre

### Albums pour enfants
- Blanche-Neige et autres contes, éditions G. P., collection Bibliothèque Rouge et bleue, 1949
- Ali Baba et les quarante voleurs, G.P., Bibliothèque de la Bénédictine, 1950
- Les Aventures du baron de Crac, G.P., Bibliothèque Rouge et bleue, 1950
- Le Roman de Renart, fabliaux du Moyen Age, G.P., Bibliothèque Rouge et bleue, 1950 et 1960
- Sindbad le marin, G.P., Bibliothèque des petits amis de la Bénédictine, 1953
- Merlin l'Enchanteur , G.P., Bibliothèque des petits amis de la Bénédictine, 1953
- Robin des Bois, G.P., coll. Bibliothèque des petits amis de la Bénédictine, 1953
- Le Roman de Renart, G.P., Bibliothèque des petits amis de la Bénédictine, 1953
- Fables de la Fontaine. G.P., collection Coccinelle, 1950
- La Belle au bois dormant. G.P., 1951.
- Le Petit Poucet. G.P., 1951.
- Riquet à la houppe. G.P., 1952
- La Légende de l'île maudite. Texte et images de Guy Sabran.
- Aurora, histoire de la petite princesse qui voulait apprendre à rire et à pleurer. Conte de Mireille Pradier. G.P., 1944
- Béluclaire de Mireille Pradier. G.P., 1945
- Histoire des trois chevaliers de Goëldieu de Mireille Pradier. G.P., 1946
- La Légende de l'île maudite. Texte et images de Guy Sabran. G.P.
- Cornebuse et Cie. Texte et images de Guy Sabran. G.P., 1945
- Vacances en scooter, G.P., Bibliothèque Rouge et bleue, 1952
- Lunaterra de Paul Berna, G. P., Bibliothèque rouge et bleue, 1954

Série Casseboufigue
- La Croisière du "Nébulor", fusée atomique. Texte et images de Guy Sabran. G.P., 1946
- Les Vacances fantastiques des fils de Casseboufigue. Texte et images de Guy Sabran. G.P., 1946
- Les 119 coups des fils de Casseboufigue. Texte et images de Guy Sabran. G.P., 1944
- Les Casseboufigue en Afrique. Texte et images de Guy Sabran. G.P., 1946

Série Zoupette
- Le Livre de Zoupette. G.P., 1949
- Zoupette à la mer. G.P., 1949
- Zoupette en camping. Texte de Jean Sabran. illustrations de Guy Sabran, G.P., 1950
- Zoupette au Maroc. G.P., 1954

### Romans pour la jeunesse
Collection Bibliothèque Rouge et Or (éditions G. P.)
- 1947 : Les Malheurs de Sophie de Comtesse de Ségur (no 01)
- 1947 : Les Bons Enfants de Comtesse de Ségur (no 03)
- 1948 : Le Général Dourakine de Comtesse de Ségur (no 06)
- 1948 : Les Petites Filles modèles de Comtesse de Ségur (no 09)
- 1948 : Les Vacances de Comtesse de Ségur (no 10)
- 1948 : Le Petit Lord Fauntleroy de Frances Hodgson Burnett (no 16)
- 1949 : D'Artagnan mousquetaire du roy de Rodolphe Thierry (no 20)
- 1949 : Le Capitaine Fracasse de Théophile Gautier (no 21)
- 1949 : Les Mémoires d'un âne de Comtesse de Ségur (no 23)
- 1949 : Un bon petit diable de Comtesse de Ségur (no 24)
- 1949 : Le Robinson suisse de Johann Rudolf Wyss (no 25)
- 1949 : Graziella d'A. de Lamartine (no 29)
- 1950 : Petites bonnes femmes[4] de Louisa May Alcott (no 34)
- 1952 : Les Patins d'argent de Mary Mapes Dodge (no 51)
- 1952 : La Duchesse en pantoufles de Saint-Marcoux (no 56)
- 1954 : L'Oubliée de Venise de Saint-Marcoux (no 69)
- 1954 : La Porte des étoiles de Paul Berna (no 74)
- 1955 : Le Continent du ciel de Paul Berna (no 84)
- 1957 : L'Oiseau d'Afrique de Jacqueline Puissant (no 07)

Collection « Bibliothèque Rouge et bleue » (éditions G. P.)
- 1950 : Le Baron de Crac. Adaptation de Jean Sabran (no 11)
- 1954 : L'Odyssée du Prince Vermeil de Henry Brocker d'Effendal (no 25)

### Romans pour adultes
Histoire
- Brégancon : Légende de la reine Jeanne, de Mireille Pradier, éditions G.P., 1946, 32 p.
- Jehanne d'Arc, éditions G.P., coll. Bibliothèque de la Bénédictine, 1950
- Bertrand Du Guesclin, éditions J. Susse, 1950
- L'Extraordinaire Aventure du géant Roumi (inspiré de la vie d'Henry de Bournazel), éditions G.P., 1945
- Quelques pages de gloire Sidi Brahim, Camerone, Bir Hakeim de Pierre Nord, éditions G.P., 1945
- Glorieux souvenirs, de Mireille Pradier, éditions G.P., 1948